# Bariery osadnicze
Bariery osadnicze to czynniki ograniczające rozwój osadnictwa i określające zasięg ekumeny. Są nimi:
- bariera klimatyczna (bariera termiczna) - zbyt zimny lub zbyt gorący klimat negatywnie wpływa na warunki życia oraz rozwój gospodarki (zwłaszcza na rolnictwo);
- bariera świetlna - na obszarach okołobiegunowych występuje niedobór światła. Wpływa to negatywnie na organizm ludzki oraz pośrednio na inne elementy środowiska - niską temperaturę powietrza oraz ubogą roślinność;
- bariera wysokościowa - tereny górskie cechują dużymi niwelacjami wysokości względnej, spadkiem temperatury oraz rozrzedzeniem powietrza wraz ze wzrostem wysokości, co uniemożliwia przyswojenie wystarczającej ilości tlenu. Tereny takie charakteryzują się skalistością podłoża i małą żyznością gleb. Cechy te utrudniają budownictwo mieszkaniowe, sprawiają kłopoty w rozwoju transportu i działalności gospodarczej.
- bariera wodna - tereny pustynne, cechujące się skrajnym deficytem wody, są w większości obszarami bezludnymi. Brak wody uniemożliwia działalność rolniczą i przemysłową, utrudnia w znacznym stopniu warunki życia ludzi. Problemem może być także nadmiar wody (np. tereny bagienne oraz okresowo zalewane fragmenty dolin rzecznych);
- bariera roślinna - bardzo bujna roślinność (dotyczy to lasu równikowego i lasu monsunowego) znacznie ogranicza możliwości transportu i budownictwa. Wraz z barierą roślinną często występuje też bariera klimatyczna.

Poza barierami przyrodniczymi coraz częściej występują na świecie bariery natury politycznej. Słabo rozwinięta gospodarka, niedemokratyczne systemy polityczne oraz konflikty zbrojne zmuszają wiele osób do emigracji w poszukiwaniu lepszych warunków życia.